# Caparde (Osmaci)
Pour les articles homonymes, voir Caparde.
Caparde (en serbe cyrillique : Цапарде) est un village de Bosnie-Herzégovine. Il est situé dans la municipalité d'Osmaci et dans la république serbe de Bosnie. Selon les premiers résultats du recensement bosnien de 2013, il compte 974 habitants.

## Démographie

### Évolution historique de la population dans la localité
| 1948 | 1953 | 1961 | 1971 | 1981 | 1991 | 2013 |
| ---- | ---- | ---- | ---- | ---- | ---- | ---- |
| -    | -    | 469  | 403  | 647  | 855, | 974  |

|  |

### Communauté locale
En 1991, la communauté locale de Caparde comptait 2 704 habitants, répartis de la manière suivante :